# روبرت بي. وايت
روبرت بي. وايت (بالإنجليزية: Robert B. Wyatt)‏ (19 مايو 1940، ميامي في الولايات المتحدة - 1983)؛ روائي أمريكي.